# Scotty and the Secret History of Hollywood
Scotty and the Secret History of Hollywood è un documentario del 2017 diretto da Matt Tyrnauer.
Film sulla vita di Scotty Bowers, che fece da protettore a Hollywood dagli anni '40 agli anni '80. Matt Tyrnauer, corrispondente speciale per la rivista Vanity Fair ne è regista e anche produttore. Il film è stato presentato in anteprima al Toronto International Film Festival 2017 ed è uscito nelle sale il 27 luglio 2018.

## Trama
Scotty Bowers (1 luglio 1923 - 13 ottobre 2019), con l’aiuto di Lionel Friedberg che gli ha fatto più di 150 ore di interviste, ha pubblicato le sue memorie nel 2012, col titolo “Full Service”, dalle quali il regista Matt Tyrnauer ha ricavato questo documentario, che contiene una lunga serie di aneddoti e storie riguardanti la vita sessuale e segreta delle star di Hollywood dagli anni ’40 agli ’80.
Scotty, originario di Ottawa nell’Illinois, racconta che all’età di nove anni veniva ‘felicemente’ accarezzato dal padre di un suo amico, poi, quando si trasferisce a Chicago si prodiga nel fornire assistenza sessuale a dozzine di sacerdoti cattolici. Durante la seconda guerra mondiale ha combattuto nel corpo dei Marines (compresa la battaglia di Iwo Jima, dove ha perso suo fratello e due amici intimi). Dopo la guerra lavora in una stazione di servizio situata all’Hollywood Boulevard, dove “grazie alla sua simpatia e alle misure del suo membro” avvicina intimamente l’attore Walter Pidgeon che poi racconta ai suoi amici gay degli ottimi servizi di Scotty, servizi che avevano luogo nelle due camere da letto della sua roulotte, al costo di soli 20 dollari. Scotty oggi si definisce bisessuale, ed è sposato da molti anni. Nel 1950, anche per alcune indagini della buon costume, abbandona la stazione di servizio e inizia a frequentare eventi e party, anche come barista, continuando i suoi "servizi sessuali" in totale discrezione. Tra i suoi moltissimi racconti e aneddoti possiamo segnalare il fatto che procurò 150 giovani donne a Katharine Hepburn (non sono molte, solo 3 all’anno, se consideriamo i 50 anni di attività, spiega Scotty). Ha fatto sesso a tre con Cary Grant e il suo compagno di lunga data, Randolph Scott. Poi con Charles Laughton e Tyrone Power. Inviava nuovi talenti ai party domenicali tutti maschili, a bordo piscina, del regista George Cukor. Afferma che il Duca e la Duchessa di Windsor erano entrambi gay, che Cole Porter succhiava i membri di 15 giovani uomini alla volta (specificando che erano stati prima fortemente igienizzati). Conferma che Spencer Tracy e Katharine Hepburn non avevano rapporti intimi tra loro perché entrambi omosessuali.
Presentava spesso dei ragazzi agli attori gay velati, come Raymond Burr. Però non era un magnaccia, nel senso che non voleva soldi per questo (diceva che lo faceva esclusivamente per la loro felicità), chiedeva soldi solo per i suoi "servizi personali". Ha continuato così fino agli anni ’80, fermato soprattutto dall’esplosione dell’AIDS. Benevides, intervistato, ha confermato tutto quello che Scotty racconta, dicendo che “Scotty Bowers è la persona più onesta che abbia mai conosciuto. Se ti dice che è successo qualcosa a qualcuno, è così”. Anche l’uomo che ha avuto una relazione di sei mesi con Rock Hudson, conferma quanto dice Scotty, così come Joan Allemand, ex direttore artistico del distretto scolastico unificato di Beverly Hills, che spiega: “Scotty è un povero ragazzo di una fattoria dell’Illinois, quando è arrivato qui, i suoi due punti di forza erano il suo pene grande e la sua personalità affascinante”. Amico di artisti come Gore Vidal, Dominick Dunne e Tennessee Williams, non ha mai voluto che scrivessero di lui. Williams aveva scritto un testo di 40 pagine su di lui, ma Scotty gli chiese di strapparlo. Spiega: “Mi ha fatto sembrare una regina pazza che volava sopra Hollywood Boulevard, responsabile di tutte le altre regine, come fossi la persona più gay di Hollywood”. Ora, con il libro e con il film, Scotty si dimostra più comprensivo ed aperto, meno timoroso (anche perché gran parte delle persone che racconta sono già decedute). Rimane reticente solo su alcuni periodi difficili della sua vita, come gli abusi subiti da piccolo o la morte della sua unica figlia a vent’anni (per aborto). Tyrnauer si dilunga invece a mostrarci gli incontri di Scotty con i suoi amici sopravvissuti, con tutti che vogliono ringraziarlo per come ha migliorato le loro vite.

## Accoglienza

### Critica
Sull'aggregatore di recensioni Rotten Tomatoes, il film ha un punteggio di approvazione del 91% basato su 55 recensioni, con un voto medio di 7/10. Il consenso critico del sito dice, "Scotty and the Secret History of Hollywood offrono un sacco di brividi per i fan del cinema, ma al di là del gossip si cela uno sguardo illuminante su decenni di costumi sessuali". In Metacritic, che utilizza una media ponderata, il film ha un punteggio normalizzato di 67 su 100, basato su 24 critici, che indica "recensioni generalmente favorevoli".
Nella sua recensione per The Hollywood Reporter, Todd McCarthy ha commentato: "Quello che avrebbe potuto essere un'esposizione meramente sensazionalistica delle vite private dei luminari degli schermi allora nascosti, emerge invece nelle mani del documentarista Matt Tyrnauer come uno sguardo ben ponderato a diversi epoche, un segreto incentrato e dedicato alla conservazione dell'illusione, l'altro spalancato e blasé sulle predilezioni personali."

### Incassi
Il film ha incassato 418.660 dollari americani.